# Castillo de Montel
El castillo de Montel, también conocido como Castelo Velho de Cobres, está situado en Montel, parroquia de Entradas (Castro Verde), municipio de Castro Verde, distrito de Beja, en Portugal.
Se encuentra ubicado en lo alto de una elevación, en la orilla izquierda de la Ribeira de Cobres, constituyendo los restos de un asentamiento amurallado. Corresponde a un antiguo asentamiento fortificado, ocupado mayoritariamente durante la Edad del Hierro.

## Descripción
Los restos arqueológicos se sitúan en un cerro conocido como Monte de Montel, en la margen izquierda de la Ribeira de Cobres, cerca de la aldea de Entradas. Según algunos investigadores, esta fortaleza estaba situada en las inmediaciones de un antiguo camino que unía los coutos mineros de Aljustrel y Campo Branco con el puerto de Mértola, que era en aquella época la principal salida de los metales producidos en esta región. El complejo incluía dos órdenes de murallas, con torretas salientes, construidas en esquisto, alcanzando una altura de dos metros en algunos puntos. Fueron construidas sobre la roca, con el fin de aprovechar las condiciones naturales del terreno escarpado para mejorar su función defensiva. Esta situación es más visible en las laderas sur y sureste de las murallas, sobre las orillas de la Ribeira de Cobres, lo que obligaría a un ejército enemigo a escalar por un terreno difícil para atacar el castillo. El punto más vulnerable era la entrada, en el lado oeste, por lo que se reforzó con una gran torre de planta rectangular, que estaba limitada al oeste por un foso abierto en la roca, de unos dos metros y medio de profundidad. En el yacimiento se encontraron dos fosas abiertas en el sustrato rocoso, estructuras que se consideran relativamente raras. Las murallas encerraban un gran espacio interior, siendo la acrópolis situada en las inmediaciones de la entrada.
La finca incluye varios fragmentos de cerámica estampada, con círculos de palmetas y rayas, una pieza de bronce en forma de jabalí, y otra en forma de cáprido, que habría formado parte de un incensario (Thymiaterion), y varias escorias.
El Castillo de Montel es considerado uno de los principales monumentos del municipio de Castro Verde.

## Historia
La primitiva ocupación humana de su sitio se remonta a un castro prehistórico y romanizado.
De esta estructura llegaron a nuestros días los rastros de dos fosas excavadas en la roca, dos paños de pared con torres salientes y una torre más grande, maciza, que defendería la puerta de entrada al recinto.
Entre los testimonios recogidos a la altura del suelo, destacan un gran número de fragmentos de cerámica estampada, con palmetas y círculos arrasados. Este sitio arqueológico está clasificado como Propiedad de Interés Público de Portugal por Decreto publicado el 30 de noviembre de 1993.
Este sitio habrá comenzado a ser ocupado desde la primera y segunda Edad del Hierro, probablemente durante los siglos VII o VI a. C., habiendo sido habitado de forma continua hasta el siglo I d. C., El yacimiento fue sometido a un proceso de romanización. Debido a la presencia de dos líneas de murallas, esto podría significar que el complejo habrá sido objeto de campañas de obras en al menos dos épocas distintas, y una de estas fases podría corresponder al periodo de la revuelta de  Sertório contra las fuerzas romanas.
Los primeros trabajos arqueológicos en el lugar se realizaron en 1991, en el marco del Circuito Arqueológico da Cola, y en 1995 fue objeto de una prospección, en el marco de la elaboración de la Carta Arqueológica de Castro Verde, y se registró la presencia de diversos vestigios de estructuras y se realizaron varias recogidas superficiales. Los trabajos arqueológicos se volvieron a realizar en mayo de 1999 y en 2016, este último en el marco de la Carta Patrimonial del Municipio de Castro Verde.
Este monumento fue clasificado como Bien de Interés Público por el Decreto nº 45/93, con el nombre de Castelo Velho de Cobres.
En 2009, el Ayuntamiento de Castro Verde se encontraba en proceso de negociación con el gobierno central, con el fin de adquirir los terrenos donde se encuentra el Castillo de Montel, con una superficie de aproximadamente 250 m². De esta forma, el monumento podría ser objeto de una intervención de conservación y estudio arqueológico, y posteriormente afirmarse como uno de los principales polos de interés turístico de la comarca, conciliando los aspectos históricos, naturales y paisajísticos, debido a su ubicación geográfica.